# Клоссе, Роже
Роже Клоссе (фр. Roger Closset, 11 февраля 1933 — 29 октября 2020) — французский фехтовальщик-рапирист, чемпион мира, призёр Олимпийских игр.

## Биография
Родился в 1933 году в Париже. В 1954 году стал серебряным призёром чемпионата мира. В 1956 году принял участие в Олимпийских играх в Мельбурне и завоевал серебряную медаль в составе команды. В 1957 году вновь стал серебряным призёром чемпионата мира. На чемпионате мира 1958 года завоевал золотую медаль. В 1960 году принял участие в Олимпийских играх в Риме, но в личном первенстве стал лишь 6-м.